# Sotjinenije ko Dnju Pobedy
Sotjinenije ko Dnju Pobedy (russisk: Сочинение ко Дню Победы) er en russisk spillefilm fra 1998 af Sergej Ursuljak.

## Medvirkende
- Oleg Jefremov som Dmitrij Kilovatov
- Vjatjeslav Tikhonov som Lev Morgulis
- Mikhail Uljanov som Ivan Djakov
- Zinaida Sjarko som Nina
- Vladimir Kasjpur som Stepanjuk